# Hedvig Thorburn
Hedvig Rosa Marianne Thorburn, gift Macfarlane, född 24 november 1915 i Bäve socken, död 7 januari 2012 i London, var en svensk utrikeskorrespondent och författare.

## Biografi
Hedvig Thorburn växte upp utanför Uddevalla med sina föräldrar Richard Walter Thorburn (som hade rötter i Skottland) och Maria Hedvig Adolfine Thorburn (född Kylberg), hon hade även en syster. Hon kom till London redan som tjugoåring och där levde hon resten av sitt liv. Under fyra decennier, hela sitt yrkesverksamma liv, var hon utrikeskorrespondent i London för Sydsvenskan och Göteborgsposten. Hon skrev även två böcker.
Hon träffade sin make, Ritchie Macfarlane 1937 och tillsammans fick det barnen Lars och Christina. Ritchie Macfarlane och Thorburn var gifta till Macfarlanes död, den 18 november 1969. Trots att hon efter giftermålet tog sin mans efternamn så fortsatte hon att skriva under signaturerna Hedvig Thorburn, Thorburn eller h. Th. 

## Karriär
Thorburn publicerades för första gången i Sydsvenska Dagbladet onsdagen den 14 juni 1942  Artikeln var en intervju med filologen Asta Kihlbom och handlade om Kihlboms intryck av livet i England samt om introducerandet av kvinnor i arbetslivet under efterkrigstiden. 
Under 50-talet skrev hon i närmast varje nummer av Göteborgsposten. Artiklarnas teman var spridda men rörde främst brittisk politik och kultur. Hennes texter handlade om allt ifrån Englands utrikespolitik och rykten om hallåorna på BBC till nyhetsartiklar om mordfall ekonomi och väderlek. Då och då skrev hon även expertkommentarer till artiklar om England skrivna av journalister i Sverige. Hon ingick då i Göteborgspostens "Londonredaktion". Hennes texter var lika frekvent förekommande i Sydsvenskan och ämnena var de samma. Det var nyhetsartiklar om aktuella händelser och politiska och kulturella skildringar och analyser som stod i centrum. Huruvida Thorburn tidigare publicerats i andra tidningar är svårt att avgöra då dessa inte använde sig av signaturer under 30 och 40-talet.
Den stora roll hon fick som utrikeskorrespondent var på den tiden exceptionell för en kvinnlig journalist.
Ett mindre urplock av hennes artiklar under 40-, 50- och 60-talet
| Göteborgsposten                                                        | Sydsvenskan                                   | Datum   | År   |
| ---------------------------------------------------------------------- | --------------------------------------------- | ------- | ---- |
|                                                                        | Soldaternas öknen få julmiddag                | 24 dec. | 1942 |
|                                                                        | Fredligt London- Staden andades ut            | 27 dec. | 1942 |
| Hammarskölds aktier står högt i London                                 |                                               | 12 jan. | 1955 |
| London menar att Krustjev planerar kupp mot Malenkov                   |                                               | 15 jan. | 1955 |
| Hallåkvinna för kurvig för BBC-televisionen!                           |                                               | 17 jan. | 1955 |
|                                                                        | BBC satsar 180 miljoner kronor på nytt TV-hus | 16 jun. | 1960 |
| Brittisk oro för det ekonomiska läget- Atomprogrammet måste skäras ned |                                               | 18 jun. | 1960 |